# Танец (картина Бугро)
«Танец» (фр. La Danse) — картина известного живописца XIX века — Вильяма Бугро. В настоящее время картина выставлена в музее Орсе в Париже.
Картина написана в середине 1850-х, в этот период Бугро, уже сформировавший к тому времени и свой стиль, и технику письма, обзавелся семьей и активно выполнял коммерческие заказы. Уже на этой картине видны наиболее типичные черты его более позднего творчества — античная тематика, эротизм, тщательно выверенная, лишенная оригинальности композиция, обезличенная и идеализированная женская красота. 
Картина, написанная на заказ для украшения гостиной, отвечает требованиям салонной живописи, где эстетика превалирует над содержанием и не требует глубокого смысла.

## Описание
На картине изображены три женские фигуры, задрапированные цветными тканями, как в творчестве академистов было принято изображать античную одежду. Прически — венки у двух девушек и сеточка для волос у третьей — также указывают на античность. Все три фигуры парят в облаках, что указывает на то, что это аллегорические или мифологические персонажи, вероятно, древнегреческие богини или музы. В руках у сидящей девушки музыкальный инструмент, вероятно, тимпан.

## Выставки
- Салон, Париж, Франция, 1857